# Рудо Бртань
Рудо Бртань (словац. Rudo Brtáň, 9 жовтня 1907 — 4 квітня 1998, Братислава, Словаччина) — словацький літературознавець і перекладач. Досліджував словацько-російські та словацько-українські літературні зв'язки. Доктор філософії (1932).

## Біографія
Рудо Бртань народився 9 жовтня 1907 року селі Гибе в селянській родині. З 1927 по 1932 рік він вивчав слов'янознавство та германістику на філософському факультеті Карлового університету в Празі та у Братиславі. Деякий час працював вчителем середньої школи. У 1937—1938 роках був на стажуванні в Югославії та Польщі, 1945—1946 роках — в Москві. У 1961—1979 роках був науковим співробітником Інституту словацької літератури (згодом Літературознавчого інститут Словаццької АН).

## Творчість
У студент. роки Б. писав поезії, в яких переважали теми інтим. і патріот. лірики, пізніше розпочав перекладац. і літературознавчу діяльність. Перекладав переважно слов'ян. і нім. поетів (Т. Шевченко, А. Міцкевич, С. Враз, Ф. Прешерн, О. Жупанчич, К. Ґалчинський, Й. Ґете, Г. Гайне, Н. Ленау, Р.-М. Рільке).
Переклав твори Тараса Шевченка «Заповіт», «Не вернуся із походу», «Не женись на багатій», «Думи мої, думи мої, ви мої єдині», «Єретик», «Іван Підкова» та інші. Автор статей про нього інформаційного характеру «Тарас Шевченко» («Життя», 1951, № 11), «З життя Т. Г. Шевченка» (газета «Зміна», 1954, № 57) тощо. 
У рукописній спадщині Бртаня є неопублікований переклад «Гайдамаків», виконаний з російського перекладу. 
До 160-річчя з дня народження поета газета «Pravda» (9 березня 1974) опублікувала статтю Бртаня і в його перекладі вірш «Н. Маркевичу».
З літературознав. праць найвизначніші: «Barokový slavizmus» (1939), «О Bottovej „Smrti Janośikovej“» (1942), «Samova Chalupkova béseň „Mor ho!“» (1942), «Osudy Janka Kráła» (1946), «Ján Kollár, básník a Slovan» (1963), «Slovensko-slovanské literárne vztăhy a kontakty» (1973).